# Anostomoides
Genre
Anostomoides est un genre de poissons d'eau douce d'Amérique du Sud de la famille des Anostomidae (ordre des Characiformes).

## Description
Dans sa publication de 1909, Jacques Pellegrin indique que ce genre est très proche du genre Anostomus mais s'en différencie par une dentition différente. La mâchoire supérieure présente des dents plates, médianes bicuspides avec, de chaque côté, quelques dents plus ou moins nettement tricuspides. La mandibule présente des dents aplaties, subtronquées, non denticulées, comme chez les espèces du genre Leporinus. Pour Pellegrin ce genre établit un passage entre ces deux genres.

## Liste des espèces
Selon GBIF (7 septembre 2023) :
- Anostomoides atrianalis Pellegrin, 1909
- Anostomoides laticeps (Eigenmann, 1912)
- Anostomoides passionis Santos & Zuanon, 2006

## Systématique
Le nom valide complet (avec auteur) de ce taxon est Anostomoides Pellegrin, 1909,.

## Étymologie
Le nom générique, Anostomoides, combinaison du genre Anostom[us] et du suffixe -oïde, « ressemblant à », fait référence à la ressemblance des espèces de ces deux genres.

## Publication originale
- Jacques Pellegrin, « Characinidés américains nouveaux de la Collection du Muséum d'Histoire naturelle », Bulletin du Muséum national d'histoire naturelle, Paris, IN  Groupe, vol. 14, no 7,‎ 1908, p. 342-347 (ISSN 1148-8425 et 2420-1901, OCLC 801819388, BNF 34428233, DOI 10.5962/BHL.PART.5661, lire en ligne).